# Người Slav Sơ Khai

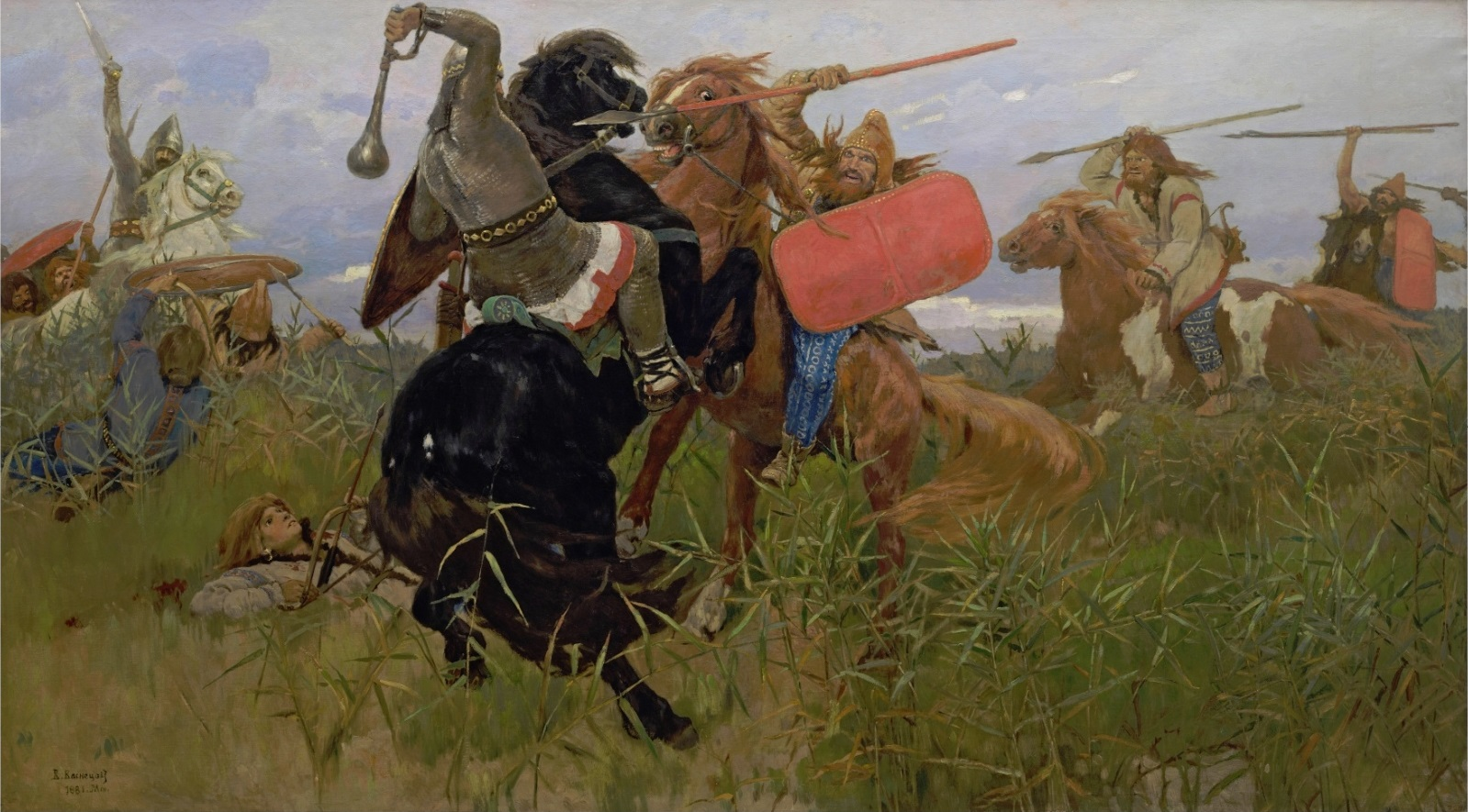
Trận chiến giữa người Slav và người Scythia — tranh của Viktor Vasnetsov (1881)

Những người Slav Sơ Khai là một dân tộc bộ lạc đa dạng sống trong Thời kỳ di cư và Thời kỳ Sơ kỳ Trung cổ (khoảng thế kỷ thứ 5 đến thế kỷ thứ 10 sau Công nguyên) ở Trung và Đông Âu và thiết lập nền tảng cho các quốc gia Slav thông qua các quốc gia Slav của thời Trung kỳ Trung Cổ. Quê hương ban đầu của người Slav vẫn còn là một vấn đề tranh luận do thiếu các ghi chép lịch sử; tuy nhiên, các học giả tin rằng nó là ở Đông Âu, với Polesia là vị trí được chấp nhận phổ biến nhất.
Chữ viết đầu tiên sử dụng cái tên "Slav" có từ thế kỷ thứ 6, khi các bộ lạc người Slav sinh sống trên một phần lớn Trung và Đông Âu. Đến lúc đó, các nhóm dân tộc du cư nói tiếng  Iran bắt đầu sống trên thảo nguyên Á-Âu (người Scythia, Sarmatia, Alan, v.v.) đã được tiếp thu bởi dân số nói tiếng Slav trong khu vực này. Trong hai thế kỷ tiếp theo, người Slav mở rộng về phía tây tới sông Elbe và phía nam tới dãy Anpơ và Balkan, các dân tộc Celt, German, Illyrian và Thracia đều bị người Slav xâm chiếm trong quá trình này, và cũng di chuyển về phía đông theo hướng sông Volga.
Bắt đầu từ thế kỷ thứ 7, người Slav dần dần được Cơ đốc giáo hóa (cả Chính thống giáo Đông La Mã và Công giáo La Mã). Đến thế kỷ 12, họ là dân số cốt lõi của một số quốc gia Kitô giáo thời trung cổ: Người Đông Slav ở Kiev Rus', Người Nam Slav ở Đế quốc Bungari, Công quốc Serbia, Công quốc Croatia, và Người Tây Slav ở Công quốc Nitra, Đại Moravia, Công quốc Bohemia và Vương quốc Ba Lan. Công quốc lâu đời nhất của người Slav được biết đến trong lịch sử là Carantania, được thành lập vào thế kỷ thứ 7 bởi những người Slav ở dãy An-pơ phía Đông, tổ tiên của người Slovenia ngày nay. Khu định cư của người Slav ở Đông dãy An-pơ bao gồm Slovenia ngày nay, Đông Friul và phần lớn của Áo ngày nay.

## Khởi đầu

Sự phân bố của các bộ lạc người Venedi (người Slav), Sarmatia (người Iran) và German ở biên giới của Đế quốc La Mã vào năm 125 sau Công nguyên. Các tài liệu của Đông La Mã mô tả người Veneti là tổ tiên của người Sclaveni (người Slav).

Những người Slav sơ khai được các nhà văn La Mã ở thế kỷ 1 và 2 sau Công nguyên gọi là Veneti. Các tác giả như Pliny the Elder, Tacitus và Ptolemy đã mô tả Veneti là nơi sinh sống của vùng đất phía đông sông Vistula và dọc theo Vịnh Venedic (Vịnh Gdańsk). Sau đó được chia thành ba nhóm trong giai đoạn di cư, những người Slav đầu tiên được các nhà văn Đông La Mã gọi là Veneti, Antes và Sclaveni. Nhà sử học thế kỷ 6 Jordanes đã đề cập đến người Slav (Sclaveni) trong tác phẩm Getica năm 551 của ông, ghi rằng "mặc dù họ đều bắt nguồn từ một quốc gia, nhưng giờ đây họ được biết đến dưới ba cái tên, Veneti, Antes và Sclaveni" (ab una stirpe exorti, tria nomina ediderunt, id est Veneti, Antes, Sclaveni).
Procopius đã viết rằng "Sclaveni và Antes thực sự đã từng có một cái tên duy nhất trong quá khứ; vì cả hai đều được gọi là Sporoi vào thời xa xưa". Có thể lần đề cập lâu đời nhất về người Slav trong văn bản lịch sử Slověne đã được chứng thực trong Địa lý của Ptolemy (thế kỷ 2) là Σταυανοί (Stavanoi) và Σουοβηνοί (Souobenoi/Sovobenoi, Suobeni, Suoweni), có khả năng đề cập đến các bộ lạc Slav Sơ Khai trong một liên minh chặt chẽ với người du mục Alan, người có thể đã di cư về phía đông sông Volga. Vào thế kỷ 8 trong thời Sơ kỳ Trung cổ, những người Slav sơ khai sinh sống ở biên giới của Đế quốc Carolus hay còn được gọi là Wends (Vender), với thuật ngữ này là sự biến chất của tên gọi thời La Mã trước đó.
Những phát hiện khảo cổ học sớm nhất liên quan đến những người Slav sơ khai có liên quan đến các nền văn minh Zarubintsy, Przeworsk và Chernyakhov từ khoảng thế kỷ thứ 3 trước Công nguyên đến thế kỷ thứ 5 sau Công nguyên. Tuy nhiên, trong nhiều lĩnh vực, các nhà khảo cổ học gặp khó khăn trong việc phân biệt giữa các phát hiện của người Slav và không phải người Slav, như trường hợp của Przeworsk và Chernyakhov, vì các nền văn minh cũng được quy cho các sắc tộc German và không chỉ liên quan đến một nhóm dân tộc hoặc ngôn ngữ cổ đại duy nhất. Sau đó, bắt đầu từ thế kỷ 6, các nền văn minh vật chất Slav bao gồm các nền văn minh nhóm Praha-Korchak, Penkovka, Ipotești–Cândești và Sukow-Dziedzice. Với các bằng chứng từ các khu định cư kiên cố (gords), bình gốm, vũ khí, đồ trang sức và nơi ở mở.

## Quê hương

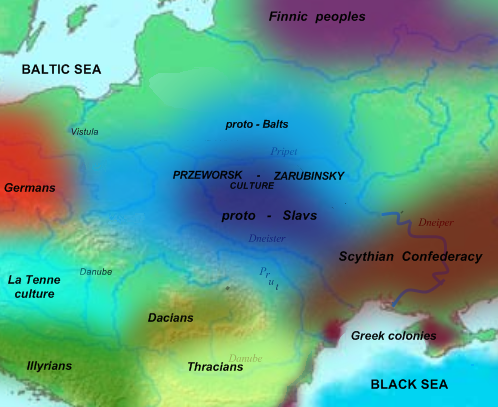
Bản đồ của quê hương Slav. Các đồ tạo tác thời kỳ đầu của người Slav thường được liên kết với các nền văn minh Przeworsk và Zarubintsy.

Quê hương của Proto-Slavic là khu vực định cư của người Slav ở Trung và Đông Âu trong thiên niên kỷ thứ nhất sau Công nguyên, với vị trí chính xác của nó được các nhà khảo cổ học, dân tộc học và sử học tranh luận. Hầu hết các học giả coi Polesia là quê hương của người Slav. Các lý thuyết cố gắng đặt nguồn gốc Slav ở phía Cận Đông đều đã bị loại bỏ. Không có quê hương nào được đề xuất ngưỡng tới sông Volga ở phía đông, qua Dinaric Alps ở phía tây nam hoặc Dãy núi Balkan ở phía nam, hoặc qua Bohemia ở phía tây. Một trong những đề cập sớm nhất về quê hương ban đầu của người Slav là từ Nhà địa lý người Bavaria vào khoảng năm 900, liên kết quê hương của người Slav với Zeriuani, mà một số người coi chính là vùng đất Cherven.
Frederik Kortlandt đã gợi ý rằng số lượng ứng cử viên cho quê hương của người Slav có thể tăng lên do các nhà sử học có xu hướng xác định niên đại của "các ngôn ngữ nguyên thủy có niên đại cổ hơn so với bằng chứng của ngôn ngữ học". Mặc dù tất cả các ngôn ngữ nói đang thay đổi dần dần theo thời gian, nhưng việc không có hồ sơ bằng văn bản cho phép các nhà sử học xác định được sự thay đổi chỉ sau khi dân số đã mở rộng và tách biệt đủ lâu để phát triển các ngôn ngữ con. Sự tồn tại của một "ngôi nhà ban đầu" đôi khi bị từ chối vì tùy tiện bởi vì các tài liệu sớm nhất "luôn nói về nguồn gốc và sự khởi đầu theo cách giả định về nguồn gốc và sự khởi đầu sớm hơn".
Theo các ghi chép lịch sử, quê hương của người Slav sẽ ở đâu đó ở Trung Âu. Khu phức hợp văn hóa Praha-Penkova-Kolochin từ thế kỷ 6 và thứ 7 sau Công nguyên thường được chấp nhận để phản ánh sự mở rộng của những người nói tiếng Slav vào thời điểm đó. Các ứng cử viên cốt lõi là các nền văn minh trong lãnh thổ của Belarus, Ba Lan và Ukraina hiện tại. Theo nhà sử học Ba Lan Gerard Labuda, nguồn gốc dân tộc của người Slav là văn minh Trzciniec từ khoảng năm 1700 đến 1200 trước Công nguyên. Giả thuyết về văn minh Milograd thừa nhận rằng những người tiền Slav (hay Balto-Slav) bắt nguồn từ nền văn minh thế kỷ thứ 7 trước Công nguyên–thế kỷ 1 sau Công nguyên ở tây bắc Ukraina và miền nam Belarus. Theo lý thuyết văn minh Chernoles, người tiền Slav có nguồn gốc từ nền văn minh khoảng 1025–700 trước Công nguyên ở tây bắc Ukraina và thế kỷ thứ 3 trước Công nguyên–thế kỷ thứ 1 sau Công nguyên từ nền văn minh Zarubintsy. Theo giả thuyết văn minh Lusatian, họ đã có mặt ở đông bắc Trung Âu trong nền văn minh khoảng năm 1300–500 trước Công nguyên và thế kỷ thứ 2 trước Công nguyên–thế kỷ 4 sau Công nguyên trong văn minh Przeworsk. Giả thuyết lưu vực sông Danube, được đặt ra bởi Oleg Trubachyov và được hỗ trợ bởi Florin Curta và Nestor's Chronicle, đưa ra giả thuyết rằng người Slav có nguồn gốc từ trung và đông nam châu Âu.
Nỗ lực mới nhất để xác định nguồn gốc của ngôn ngữ Slav đã nghiên cứu dòng dõi di truyền của cha và mẹ, cũng như DNA nhiễm sắc thể thường, của tất cả các quần thể Slav hiện đại hiện có. Bên cạnh việc xác nhận nguồn gốc chung và sự mở rộng thời trung cổ của chúng, phương sai và tần số của các nhóm đơn bội Y-DNA R1a và I2 phân nhóm R-M558, R-M458 và I-CTS10228 có tương quan với sự lan truyền của ngôn ngữ Slav thời trung cổ từ Đông Âu, hầu hết có thể là từ lãnh thổ của Ukraina ngày nay (trong khu vực lưu vực giữa Dnepr) và Đông Nam Ba Lan.

### Sources
- Barford, Paul M (2001). The Early Slavs: Culture and Society in Early Medieval Eastern Europe. Cornell University Press. ISBN 978-0-8014-3977-3.
- Cohen, Abner (1974). Two-dimensional Man: An Essay on the Anthropology of Power and Symbolism in Complex Society. University of California Press.
- Cross, S.H. (1946). “Primitive Civilization of the Eastern Slavs”. American Slavic and East European Review. 5 (1/2): 51–87. doi:10.2307/2491581. JSTOR 2491581.
- Curta, Florin (2001). The Making of the Slavs: History and Archaeology of the Lower Danube Region, c. 500–700. Cambridge: Cambridge University Press. ISBN 9781139428880.
- Curta, Florin (2004). “The Slavic Lingua Franca. Linguistic Notes of an Archaeologist Turned Historian” (PDF). East Central Europe. 31 (1): 125–148. doi:10.1163/187633004x00134. Bản gốc (PDF) lưu trữ ngày 4 tháng 7 năm 2009. Truy cập ngày 24 tháng 7 năm 2009.
- Curta, Florin (2006). Southeastern Europe in the Middle Ages, 500–1250. Cambridge: Cambridge University Press. ISBN 9780521815390.
- Dvornik, Francis (1956). The Slavs: Their Early History and Civilization. Boston: American Academy of Arts and Sciences. OCLC 459280624.
- Fortson, Benjamin W. (2004). Indo-European language and culture: an introduction. Malden, Mass: Blackwell. ISBN 1405103159. OCLC 54529041.
- Geary, Patrick (2003). Myth of Nations. The Medieval Origins of Europe. Princeton Paperbacks. ISBN 978-0-691-11481-1.
- Gimbutas, Marija Alseikaitė (1971). The Slavs. Thames and Hudson. ISBN 978-0-500-02072-2.
- Pohl, Walter (2003). “A Non-Roman Empire in Central Europe: the Avars”.  Trong Goetz, H.W.; Jarnut, Jörg; Pohl, Walter (biên tập). Regna and gentes: the relationship between late antique and early medieval peoples and kingdoms in the transformation of the Roman world. BRILL. tr. 571–595. ISBN 978-90-04-12524-7.
- Goffart, Walter (2006). “Does the Distant Past Impinge on the Invasion Age Germans?”.  Trong Noble, Thomas F. X. (biên tập). From Roman Provinces to Medieval Kingdoms. tr. 91–109. ISBN 978-0-415-32741-1.
- Green, Miranda (1996). The Celtic world. Routledge. ISBN 978-0-415-14627-2.
- Heather, Peter (2006). The Fall of the Roman Empire: A New History of Rome and the Barbarians. Oxford University Press. ISBN 978-0-19-515954-7.
- Kiminas, Demetrius (2009). The Ecumenical Patriarchate: A History of Its Metropolitanates with Annotated Hierarch Catalogs. Wildside Press LLC. ISBN 978-1434458766.
- Kmietowicz, Frank A. (1976). Ancient Slavs. Worzalla Publishing Company.
- Kobyliński, Zbigniew (2005). “The Slavs”.  Trong Fouracre, Paul (biên tập). The New Cambridge Medieval History, Volume 1: c.500–c.700. Cambridge University Press. tr. 524–546. ISBN 978-0-521-36291-7.
- Kortlandt, Frederick (1990). “The spread of the Indo-Europeans” (PDF). Journal of Indo-European Studies. 18: 131–140.
- Magocsi, Paul R. (1996). A History of Ukraine. University of Toronto Press. ISBN 978-0-8020-7820-9.
- Mallory, James P. (1994). In Search of the Indo-Europeans: Language, Archaeology and Myth. Thames and Hudson. ISBN 978-0-500-27616-7.
- Mallory, James P.; Adams, Douglas Q. (1997). Encyclopedia of Indo-European Culture. Taylor & Francis. ISBN 978-1-884964-98-5.
- Paliga, Sorin (2014). “A New Synthesis on the Slavic Glotto-and Ethnogenesis and on the Earliest Slavic-Romanian Relations in the 6th century CE”. Romanoslavica. 49 (4). doi:10.13140/RG.2.1.4537.4563.
- Pronk, Tiethoff S. (2013). The Germanic loanwords in Proto-Slavic. Amsterdam — New York: Rodopi. tr. 112–113. ISBN 978-90-420-3732-8.
- Renfrew, Colin (1987). Archaeology and language: the puzzle of Indo-European origins. London: Jonathan Cape. ISBN 0-521-38675-6.
- Richards, Ronald O. (2003). The Pannonian Slavic Dialect of the Common Slavic Proto-language: The View from Old Hungarian. Los Angeles: University of California. ISBN 9780974265308.
- Róna-Tas, András (1999). Hungarians and Europe in the Early Middle Ages: An Introduction to Early Hungarian History. Central European University Press. ISBN 978-963-9116-48-1.
- Pohl, Walter (1998). “Conceptions of ethnicity in Early Medieval Studies”.  Trong Rosenwein, Barbara; Little, Lester K. (biên tập). Debating the Middle Ages: issues and readings. Wiley-Blackwell. tr. 15–24. ISBN 978-1-57718-008-1.
- Schenker, Alexander M. (2008). “Proto-Slavonic”.  Trong Comrie, Bernard; Corbett, Greville G. (biên tập). The Slavonic Languages. Routledge. tr. 60–121. ISBN 978-0-415-28078-5.
- Sussex, Roland; Cubberley, Paul (2011). The Slavic Languages. Cambridge University Press. ISBN 978-0-521-29448-5.
- Todd, Malcolm (1995). The Early Germans. Blackwell Publishing. ISBN 0-631-19904-7.
- Wolfram, Herwig (2006). “Origo et Religio: Ethnic traditions and literature in early medieval texts”.  Trong Noble, Thomas F. X. (biên tập). From Roman Provinces to Medieval Kingdoms. tr. 57–74. ISBN 978-0-415-32741-1.

- Maurice (500s). Strategikon of Maurice.
[cần chú thích đầy đủ]
- Helmold (1120). Chronica Slavorum.
[cần chú thích đầy đủ]
- Procopius (550s). History of Wars.
[cần chú thích đầy đủ]
- Georgios Kardaras (2017), a re-approach of Procopius' Ethnographic account on the Early Slavs
[cần chú thích đầy đủ]
- Jordanes (551). Jordanes' Getica.
[cần chú thích đầy đủ]
- Theophylact Simocatta (630). the Universal History.
[cần chú thích đầy đủ]
- Ibn Rusta (903). The book of Precious Records.
[cần chú thích đầy đủ]
- Ibrahim Ibn Ya'qub (961–976). Book of Roads and Kingdoms.
[cần chú thích đầy đủ]
- Kevin F. Kiley (2013). Uniforms of the Roman world.
[cần chú thích đầy đủ]